# Santa Eugènia de Berga
Santa Eugènia de Berga település Spanyolországban, Barcelona tartományban. Lakosainak száma 2308 fő (2024).

## Földrajza
Santa Eugènia de Berga Calldetenes, Sant Julià de Vilatorta, Taradell, Malla és Vic községekkel határos.

## Népesség
A település lakosságának változását az alábbi diagram mutatja:
| Lakosok száma | 204  | 414  | 573  | 611  | 1308 | 2016 | 2231 | 2233 | 2248 | 2308 |
|               | 1717 | 1887 | 1936 | 1960 | 1986 | 2004 | 2009 | 2014 | 2019 | 2024 |